# Crossing the Bar (вірш)
Crossing the Bar — вірш Альфреда Теннісона, написаний у 1899 році.
Автор написав його у віці 80, за три роки перед смертю, затративши хвилин зо двадцять у час усамітнення в графстві Острів Вайт.
Твір поєднує образність і метафори, одночасно пропонуючи мінливий ритм. У вірші чітко розділене прийдешнє: неминуче і можливе (бажане). Ключовим словом виступає «crossing» як подолання і миттєвої перешкоди, і цілого земного життя з його хрестом.
У всіх майбутніх виданнях Теннісона Crossing the Bar, за вказівкою поета, мала бути останньою.
Для композиторів Crossing the Bar стало джерелом натхнення — твори з успіхом виконуються на сцені.